# Święty Kanizjusz
Kanizjusz z  Aghaboe, irl. Choinnigh, właśc.  Cainnech moccu Dalánn (ur. 515 lub 516 w Glengiven, zm. ok. 600 w Aghaboe) – jeden z dwunastu apostołów Irlandii i Szkocji (współpracownik św. Kolumbana) i  celtycki święty Kościoła katolickiego, prawosławnego i anglikańskiego. W Irlandii jest znany jako święty Canice, w Szkocji jako święty Kenneth, Kenny i Canicus.

## Hagiografia

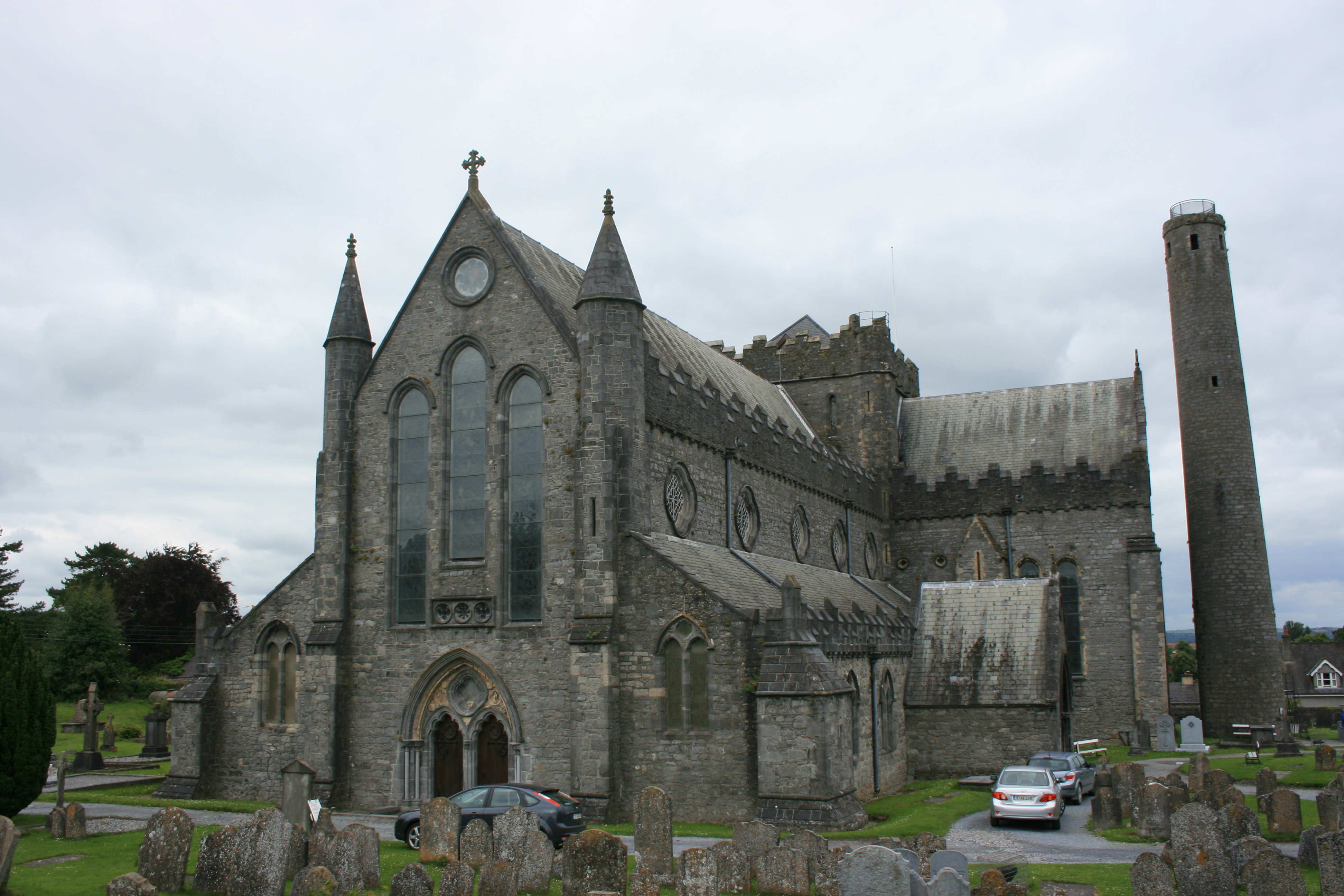
Katedra pw. św. Kanizjusza w Kilkenny.

Urodził się w 515 roku w Glengiven w dzisiejszym Londonderry (Irlandia Północna). Został mnichem pod wpływem świętego Cadoca w Llancarfan, w Walii, i tam w 545 został wyświęcony na kapłana. Po podróży do Rzymu, studiował pod kierunkiem św. Finiana wraz ze świętymi: Kiaranem, Kolumbanem, Kongalem i Mobim w Glasnevin.
Od roku 565 przebywał w Szkocji, gdzie aktywnie krzewił wśród Piktów wiarę katolicką.
Kanizjusz założył opactwo obok tzw. okrągłej wieży, które zostało nazwane jego imieniem, skąd potem nazwę wzięło miasto Kilkenny (irl. Cill Chainnigh, 'kościół Kanizjusza').
Człowiek wielkiej elokwencji oraz wiedzy; napisał komentarze do Ewangelii, znane jako Glas-Chainnigh.

## Dzień obchodów
Martyrologium Rzymskie poświęca Kanizjuszowi wspomnienie liturgiczne w dniu 11 października.

## Patronat
Jest patronem licznych kościołów, parafii i klasztorów, szczególnie w krajach anglojęzycznych.